# Phycomorpha metachrysa
Phycomorpha metachrysa is een vlinder uit de familie van de Copromorphidae. De wetenschappelijke naam van de soort is voor het eerst geldig gepubliceerd in 1914 door Meyrick.